# Принн, Уильям
Уильям Принн (англ. William Prynne; 1600[…], Swainswick, Сомерсет — 24 октября [3 ноября] 1669, Лондон) — английский юрист, писатель, полемист и политический деятель. Он был выдающимся пуританским противником церковной политики архиепископа Кентерберийского Уильяма Лода. Хотя его взгляды на церкви были пресвитерианскими, он стал известен ещё в 1640 году как один из эрастиан, выступая за общий государственный контроль в вопросах религии. Плодовитый писатель, — опубликовал более 200 книг и брошюр.